# Massiac
Massiac település Franciaországban, Cantal megyében. Lakosainak száma 1801 fő (2022. január 1.). Massiac Auriac-l’Église, Bonnac, La Chapelle-Laurent, Molompize, Saint-Poncy, Blesle, Grenier-Montgon és Lubilhac községekkel határos.

## Népesség
A település népességének változása:
| Lakosok száma | 1756 | 1838 | 1881 | 1822 | 1764 | 1727 | 1745 | 1797 | 1801 | 1801 |
|               | 1968 | 1982 | 1990 | 2006 | 2013 | 2015 | 2017 | 2019 | 2020 | 2022 |